# ゴッド・ゲイヴ・ロックンロール・トゥ・ユー
「ゴッド・ゲイヴ・ロックンロール・トゥ・ユー」 (God Gave Rock and Roll to You) は、イングランドのバンドのアージェントが1973年に発表した楽曲である。作詞作曲はメンバーのラス・バラードによる、

## 解説
1971年、アルバム『オール・トゥゲザー・ナウ』のセッション中に6分余りのオリジナルが録音され、1973年に発表されたアルバム『イン・ディープ』に収録された。さらに同年、3分程度の編集版がシングル発表された。
1997年に『オール・トゥゲザー・ナウ』がCDで再発された時に、オリジナルがボーナストラックとして収録された。
ペトラ、ミッドタウン、トゥルース、ブライド、Oficina G3など多くのアーティストによってカバーされた。
1991年、キッスが映画『ビルとテッドの地獄旅行』のために改変して、「ゴッド・ゲイヴ・ロックンロール・トゥ・ユーII」として発表した。1992年、アンレストは「ゴッド・ゲイヴ・ロックンロール・トゥ・ユーIII」を再制作して、シングル"Bavarian Mods And Other Hits"に収録した。